# إسبانيا في الحرب العالمية الثانية

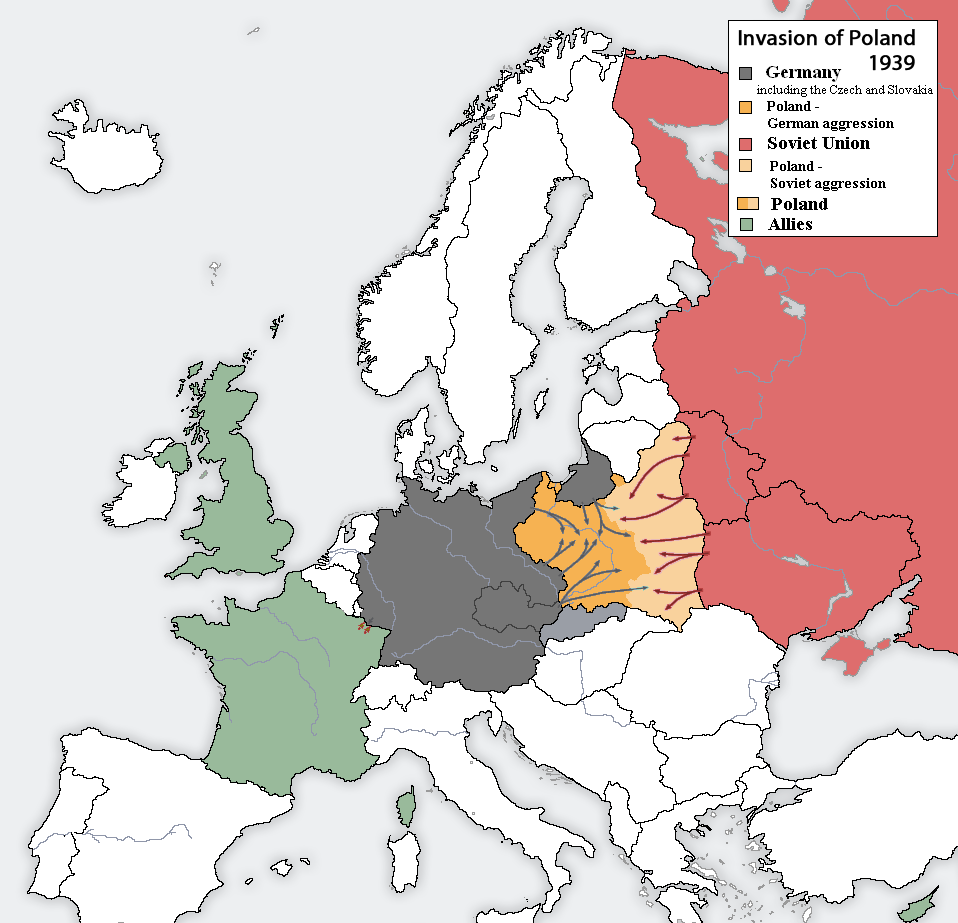
أوروبا في بداية الحرب سنة 1939

تبنت دولة إسبانيا (إسبانيا الفرانكوية) بقيادة فرانثيسكو فرانكو خلال الحرب العالمية الثانية سياسة الحياد. إلا أن هذا الحياد يتذبذب في بعض الأحيان وأفسحت سياسة «الحياد التام» الطريق إلى سياسة «عدم القتال (غير المحارب)» بعد سقوط فرنسا في يونيو 1940. كتب فرانكو إلى أدولف هتلر عارضًا الانضمام إلى الحرب في 19 يونيو 1940 مقابل المساعدة في بناء الإمبراطورية الاستعمارية الإسبانية. في وقت لاحق من نفس العام، التقى فرانكو مع هتلر في هينداي لمناقشة انضمام إسبانيا المحتمل إلى دول المحور. لم يتوصلا بالاجتماع إلى أي اتفاق، لكن إسبانيا كانت ستساعد المحور –بسبب دعم إيطاليا وألمانيا العضوين في دول المحور لفرانكو خلال الحرب الأهلية الإسبانية– بطرق مختلفة.
على الرغم من التعاطف الأيديولوجي، فقد وضع فرانكو جيوشًا ميدانية في جبال البرانس لردع دول المحور من احتلال شبه الجزيرة الإيبيرية سنة 1940. وكذلك خيبت السياسة الإسبانية آمال دول المحور ومقترحاتها التي شجعت فرانكو على الاستيلاء على جبل طارق الخاضع لسيطرة بريطانيا. يعود السبب الأكبر لتردد إسبانيا من الانضمام إلى الحرب إلى اعتماد وارداتها من الولايات المتحدة. ولا تزال إسبانيا ترزح من نتائج حربها الأهلية، ويعلم فرانكو أن قواته لن تكون قادرة على الدفاع عن جزر الكناري والمغرب الإسباني من أي هجوم بريطاني.
وفي 1941 وافق فرانكو على تجنيد متطوعين للقتال مع ألمانيا على أساس ضمان مشاركتهم في القتال فقط ضد الاتحاد السوفيتي وليس ضد الحلفاء الغربيين. وعلى هذا الأساس شُكلت الفرقة الزرقاء التي قاتلت مع الجيش الألماني على الجبهة الشرقية بين 1941 و1944.
وعادت السياسة الإسبانية إلى «الحياد التام» مع بدء تغير مسار الحرب سلبيًا بالنسبة لدول المحور. أدى الضغط الأمريكي في 1944 على إسبانيا من أجل إيقافها لصادرات التنجستن إلى ألمانيا وسحبها للفرقة الزرقاء إلى فرض حظر على النفط مما أجبر فرانكو على الخضوع. بعد الحرب، لم يُسمح لإسبانيا بالانضمام إلى الأمم المتحدة الوليدة بسبب دعمها في زمن الحرب لدول المحور وقاطعتها العديد من الدول حتى منتصف الخمسينيات.

## السياسة الداخلية
خلال الحرب العالمية الثانية، كانت إسبانيا تحكمها حكومة أوتوقراطية، وعلى الرغم من ميول فرانكو المؤيدة للمحور والشعور بالامتنان لبينيتو موسوليني وأدولف هتلر، إلا أن الحكومة كانت منقسمة بين الألمانوفيلين (المحبين ألمانيا) والأنجلوفيلين (المحبين لإنجلترا). وعندما بدأت الحرب كان خوان بيجبدير أتينزا وهو أنجلوفيلي وزيرًا للخارجية. أدى التقدم الألماني السريع في أوروبا إلى إقناع فرانكو باستبداله برامون سيرانو سونير، وهو صهر فرانكو وألمانوفيلي كبير «18 أكتوبر 1940». بعد انتصارات الحلفاء في شمال إفريقيا، غير فرانكو موقفه مرة أخرى، حيث عين فرانشيسكو جوميز جوردانا سوزا المتعاطف مع البريطانيين وزيرًا في سبتمبر 1942. وهناك أنجلوفيليًا مؤثرًا آخر وهو دوق ألبا سفير إسبانيا في لندن.

## الدبلوماسية

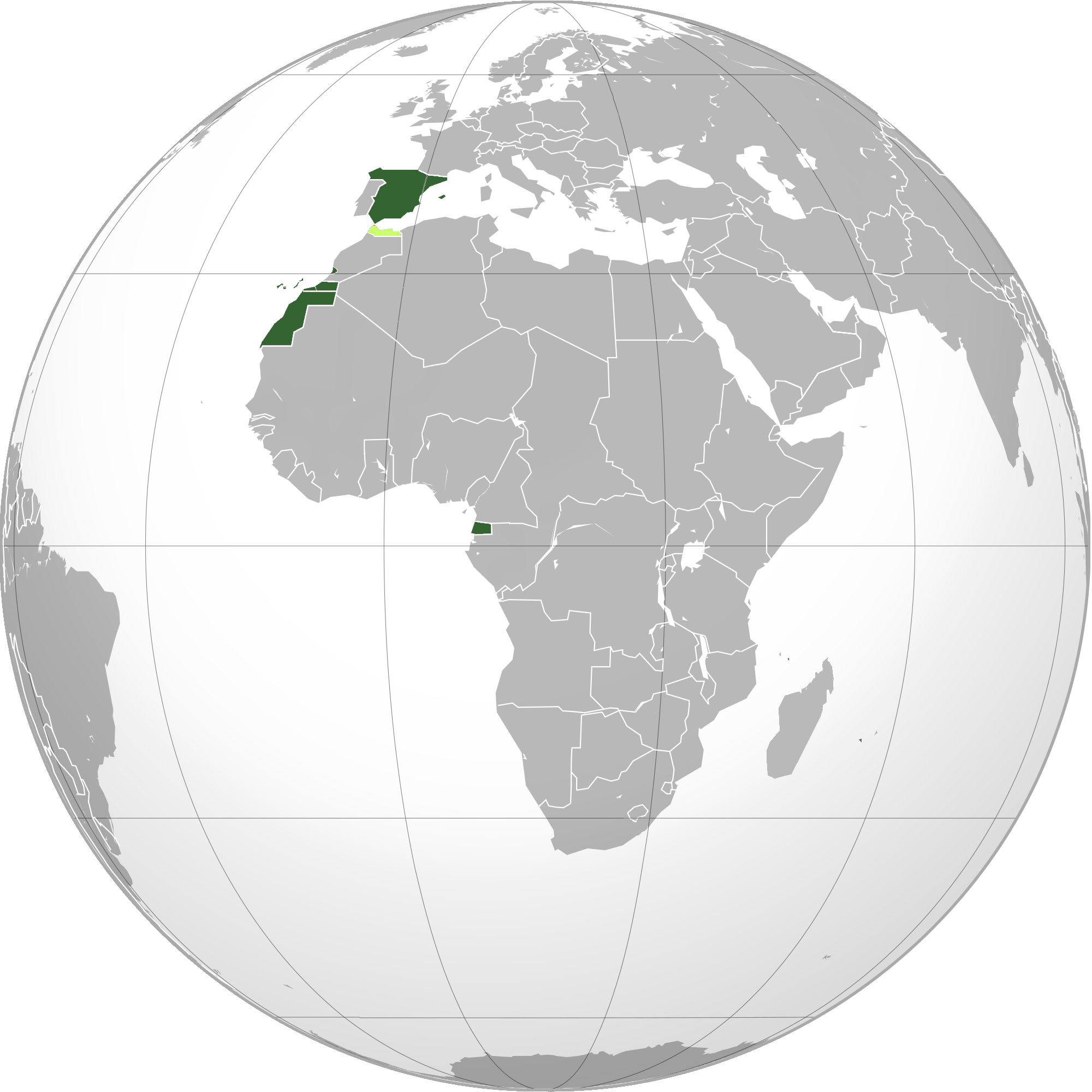
أراضي ومستعمرات الدولة الإسبانية في تلك الفترة:

كانت إسبانيا مع بداية الحرب العالمية الثانية تفضل قوى المحور. بصرف النظر عن الإيديولوجية، كانت إسبانيا مدينة لألمانيا بمبلغ 212 مليون دولار مقابل لوازم العتاد العسكري أثناء الحرب الأهلية. وفي الواقع ففي يونيو 1940 بعد سقوط فرنسا قدم السفير الإسباني إلى برلين مذكرة دبلوماسية أعلن فيها فرانكو أنه «مستعد في ظل ظروف معينة للدخول في الحرب إلى جانب ألمانيا وإيطاليا». قرر فرانكو بحذر الدخول في الحرب إلى جانب دول المحور في يونيو 1940، ولتهيئة شعبه للحرب أُطلقت حملة معاداة لبريطانيا وفرنسا في وسائل الإعلام الإسبانية التي طالبت بالمغرب الفرنسي والكاميرون وعودة جبل طارق. في 19 يونيو 1940، مرر فرانكو رسالة إلى هتلر قائلًا إنه يريد الدخول في الحرب، لكن هتلر انزعج من مطالب فرانكو بمستعمرة الكاميرون الفرنسية، التي كانت ألمانية قبل الحرب العالمية الأولى، والتي كان هتلر يخطط لاستعادتها.
في البداية لم يتشجع أدولف هتلر على عرض فرانكو، لأنه كان مقتنعا بأنه سينتصر بالنهاية. وفي أغسطس 1940 عندما أصبح هتلر جادًا بشأن دخول إسبانيا الحرب، كانت المشكلة الرئيسية التي ظهرت هي طلب ألمانيا بقواعد جوية وبحرية في المغرب الإسباني وجزر الكناري، والتي عارضها فرانكو تمامًا. بعد الانتصار على فرنسا أحيا هتلر الخطة زد «التي عُلقت في سبتمبر 1939» وتهدف لامتلاكه لأسطول ضخم بهدف قتال الولايات المتحدة، وأراد قواعد في المغرب وجزر الكناري لغرض المواجهة المخطط لها مع أمريكا. كتب المؤرخ الأمريكي جيرهارد واينبرج: «حقيقة أن الألمان كانوا على استعداد للتخلي عن مشاركة إسبانيا في الحرب بدلاً من التخلي عن خططهم للقواعد البحرية على ساحل شمال غرب إفريقيا وقبالته (قبالة ذلك الساحل)، بالتأكيد يُظهر مركزية هذه القضية الأخيرة لهتلر مع تطلعه إلى الحرب البحرية مع الولايات المتحدة». وفي سبتمبر عندما أظهر سلاح الجو الملكي البريطاني قدرته على الصمود أمام لوفتفافه في معركة بريطانيا، وعد هتلر بمساعدة فرانكو في مقابل تدخل إسبانيا الفعال. أصبح هذا جزءًا من إستراتيجية لمنع تدخل الحلفاء في شمال غرب إفريقيا. وعد هتلر بأن «ألمانيا ستبذل كل ما في وسعها لمساعدة إسبانيا» وأنها ستعترف بالمطالب الإسبانية بالأراضي الفرنسية في المغرب، مقابل الحصول على حصة من المواد الخام المغربية. لقد استجاب فرانكو بحرارة لكن دون أي التزام ثابت. حرضت وسائل الإعلام الفلانخية على الوحدوية، مدعية أن لإسبانيا أجزاء من كتالونيا ومن الباسك التي كانت لا تزال تحت الحكم الفرنسي.
لم يلتقى هتلر بفرانكو إلا مرة واحدة في هينداي بفرنسا يوم 23 أكتوبر 1940 لبحث جزئيات التحالف. وفي ذاك الوقت، لم تكن المزايا واضحة لكلا الطرفين. ففرانكو طلب الكثير من هتلر مقابل دخوله الحرب إلى جانبه، ومن مطالب فرانكو تحصين قوي لجزر الكناري وكميات كبيرة من الحبوب والوقود ومركبات مسلحة وطائرات عسكرية وغيرها من الأسلحة. ردًا على مطالب فرانكو المستحيلة التحقيق تقريبًا، هدد هتلر فرانكو باحتمال ضم فرنسا الفيشية لأراضي إسبانية. وانتهى اللقاء إلى عدم الاتفاق. وبعد بضعة أيام في ألمانيا قال هتلر لموسوليني جملته الشهيرة:
«أفضل أن يُقلع ثلاثة أو أربعة من أسناني على التحدث مع هذا الرجل مرة أخرى!» إنه موضوع نقاش تاريخي حول ما إذا كان فرانكو قد تمادى بمطالبته هتلر بالكثير من أجل دخول إسبانيا في الحرب، أو أنه أحبط عن عمد الديكتاتور الألماني من خلال وضع ثمن مرتفع وغير واقعي للتحالف معه، عالمًا أن هتلر سيرفض مطالبه وبالتالي إنقاذ اسبانيا من الدخول في حرب مدمرة أخرى.
اعتمدت إسبانيا على إمدادات النفط من الولايات المتحدة، وكانت الولايات المتحدة قد وافقت على الاستماع إلى التوصيات البريطانية في هذا الشأن. ونتيجة لذلك قيل للإسبان أن الإمدادات ستكون مقيدة، وبالرغم من احتياطي سيصمد لمدة عشرة أسابيع. بسبب الافتقار إلى قوة بحرية فإن أي تدخل إسباني سيعتمد حتمًا على قدرة ألمانيا على توفير النفط. اعتمدت بعض من أنشطة ألمانيا الخاصة على احتياطيات النفط الفرنسية التي استولي عليها، لذا فإن الاحتياجات الإضافية من إسبانيا ليس لها فائدة. ومن وجهة النظر الألمانية كان رد فعل فرنسا الفيشية الفعال على الهجمات البريطانية والفرنسية الحرة «تدمير الأسطول الفرنسي في معركة المرسى الكبير ومعركة داكار» مشجعًا، لذلك ربما كان التدخل الإسباني أقل أهمية. إضافةً لذلك من أجل الحفاظ على فرنسا الفيشية «على الجانب» أصبحت التغييرات الإقليمية المقترحة في المغرب إحراجًا محتملًا وخُففت. نتيجة لذلك لن يقدم أي من الطرفين تنازلات كافية وبعد تسع ساعات فشلت المحادثات.
في ديسمبر 1940 اتصل هتلر بفرانكو مرة أخرى عبر رسالة أرسلها السفير الألماني في إسبانيا وعاد إلى قضية جبل طارق. حاول هتلر إجبار فرانكو عبر طلب فظ لمرور عدة فرق من القوات الألمانية عبر إسبانيا لمهاجمة جبل طارق. رفض فرانكو مشيرًا إلى الخطر الذي ما زالت المملكة المتحدة تمثله لإسبانيا والمستعمرات الإسبانية. في خطاب الرد أخبر فرانكو هتلر أنه يريد الانتظار حتى تكون بريطانيا على وشك الانهيار. وفي رسالة دبلوماسية ثانية أصبح هتلر أكثر صرامة وعرض الحبوب والإمدادات العسكرية لإسبانيا كإغراء. بحلول هذا الوقت كان البريطانيون يوجهون القوات الإيطالية في برقة وشرق أفريقيا الإيطالية، وكانت البحرية الملكية قد أظهرت حريتها في العمل في المياه الإيطالية. من الواضح أن المملكة المتحدة لم تنته بعد. ورد فرانكو بأن الحقيقة قد تركت ظروف أكتوبر بعيدة جدًا والبروتوكول الذي تم الاتفاق عليه آنذاك يجب اعتباره الآن عفا عليه الزمن.
بناءً على طلب هتلر التقى فرانكو بشكل خاص مع الزعيم الإيطالي بينيتو موسوليني في بيرديغيرا بإيطاليا في 12 فبراير 1941. كان هتلر يأمل في أن يتمكن موسوليني من إقناع فرانكو بدخول الحرب. ومع ذلك لم يكن موسوليني مهتمًا بمساعدة فرانكو بعد سلسلة الهزائم التي تعرضت لها قواته مؤخرًا في شمال إفريقيا والبلقان.
وقع فرانكو على ميثاق مناهضة الكومنترن في 25 نوفمبر 1941. وفي 1942 تأثر التخطيط لعملية الشعلة (عمليات الإنزال الأمريكية في شمال إفريقيا) بشكل كبير بالتخوف من أنها قد تدفع إسبانيا للتخلي عن الحياد والانضمام إلى المحور، وفي هذه الحالة قد يغلق مضيق جبل طارق. من أجل مواجهة تلك الحالة الطارئة قرر رؤساء الأركان المشتركين تضمين عملية إنزال في الدار البيضاء من أجل الحصول على خيار طريق بري عبر الأراضي المغربية يتجاوز المضيق.
أدت سياسة فرانكو المتمثلة في الدعم المفتوح لدول المحور إلى فترة من العزلة بعد الحرب لإسبانيا حيث توقفت التجارة مع معظم البلدان. وفي أبريل 1945 توفي الرئيس الأمريكي فرانكلين روزفلت الذي قد أكد لفرانكو أن إسبانيا لن تعاني من عواقب الحلفاء. وكان خليفته هاري ترومان وكذلك حكومات الحلفاء الجديدة أقل صداقة مع فرانكو. وقامت عدد من الدول بسحب سفرائها ولم يتم قبول إسبانيا في الأمم المتحدة إلا في 1955.

## العسكرية
على الرغم من أنها سعت إلى تجنب الدخول في الحرب، إلا أن إسبانيا وضعت خططًا للدفاع عن البلاد. في البداية كان معظم الجيش الإسباني متمركزًا في جنوب البلاد خوفًا من هجوم الحلفاء من جبل طارق خلال 1940 و 1941. ومع ذلك أمر فرانكو بإعادة انتشار تدريجي في جبال البرانس على طول الحدود الفرنسية في حالة الغزو الألماني المحتمل لإسبانيا. نما اهتمام المحور بجبل طارق. بحلول الوقت الذي أصبح من الواضح أن الحلفاء كانوا يسيطرون على الصراع، كان فرانكو قد حشد جميع قواته على الحدود الفرنسية وتلقى تأكيدات شخصية من قادة دول الحلفاء بأنهم لا يرغبون في غزو إسبانيا.

### القوات المسلحة الإسبانية في الحرب
مع نهاية الحرب الأهلية سنة 1939 أعيد تنظيم وزارتي الجيش والبحرية، وأنشئت وزارة القوات الجوية. وأعيد تأسيس القبطانية العامة على أساس ثمانية فيالق عسكرية في شبه الجزيرة واثنان في المغرب. وفي 1943 تم إنشاء المنطقة العسكرية التاسعة (غرناطة) والفرقة المدرعة الأولى (20 أغسطس 1943) ضمن قوات الاحتياط العامة.
اعتاد الجيش الإسباني على حرب المواقع الثابتة دون تغييرات إستراتيجية كبيرة، وكان يفتقر إلى التنقل التشغيلي للوحدات المدرعة للجيوش الأوروبية الكبيرة، فضلاً عن الخبرة في عمليات الدبابات والمشاة المشتركة. كانت أحدث الدبابات المستخدمة في الحرب الأهلية هي الدبابات الروسية تي-26 والدبابات الألمانية بانزر-1 والعديد من دبابات Fiat الإيطالية، وقد أصبحت جميعها قديمة في سنة 1940.
أما السفن الرئيسية للبحرية الإسبانية؛ من بين ست طرادات، كان هناك أربعة على رأس عملها: كاناريس الطراد الثقيل القائد، والطراد الخفيف نافارا والطراد الخفيف ألميرانتي سيرفيرا والطراد القديم مينديز نونيز. أما الآخران: الطراد غاليسيا والطراد ميغيل دي سرفانتس (كلاهما من فئة Cervera)، كانا في أحواض بناء السفن وبدون طاقم وخضعا لعملية تجديد. أما المدمرات فكانت من فئة Churruca و Alsedo. أما ماتبقى من الغواصات فمنها من الفئة C والآخر من فئة أرشميد.
كان لدى القوات الجوية الإسبانية بضع مئات من المقاتلات ومعظمها صناعة إيطالية أو ألمانية: فيات سي أر 32 وهاينكل هي 112 وبي أف 109 وFiat G.50 وهاينكل هي 51. ومن القاذفات: SM.79 و SM.81 ويونكرز يو 52 وهاينكل إتش إي 111 ودورنير دو 17 و Fiat BR.20. بالإضافة إلى ذلك امتلكت طائرات سوفيتية الصنع، مثل بوليكاربوف آي-15 وبوليكاربوف آي-16 التي استخدمها الطيران الجمهوري في الحرب الأهلية.
في نهاية الحرب العالمية الثانية 1945 كان لدى إسبانيا 300 ألف مجند و 25 ألف ضابط صف و 25 ألف قائد وضابط في الجيش. أصبحت أسلحتهم الآن قديمة للغاية بسبب التطور التكنولوجي السريع الذي حدث أثناء الحرب.

بعض صور القوات المسلحة الاسبانية في ذلك الوقت
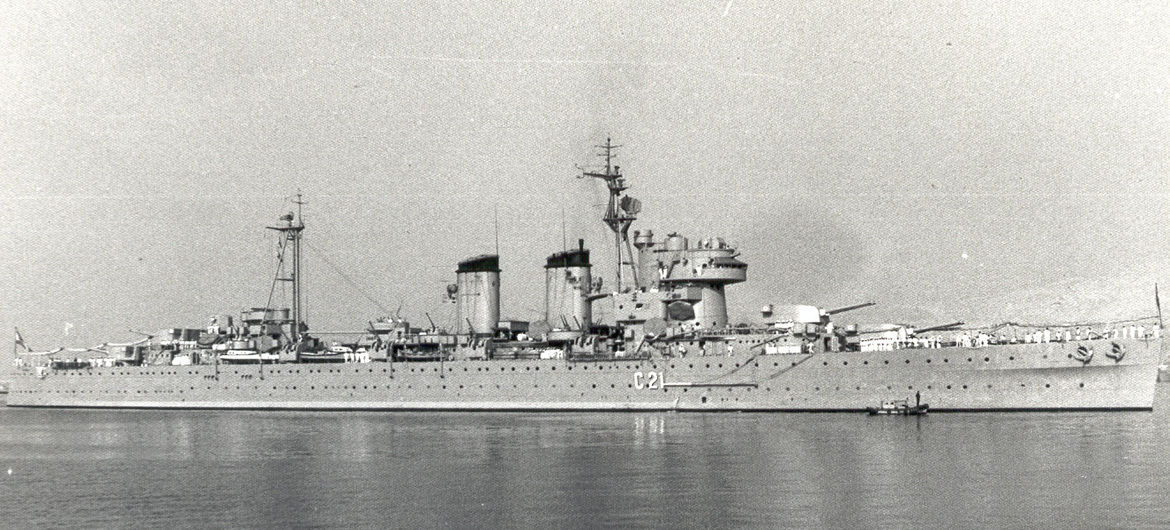
الطراد الثقيل كاناريس، الطراد القائد في البحرية الإسبانية في ذلك الوقت.
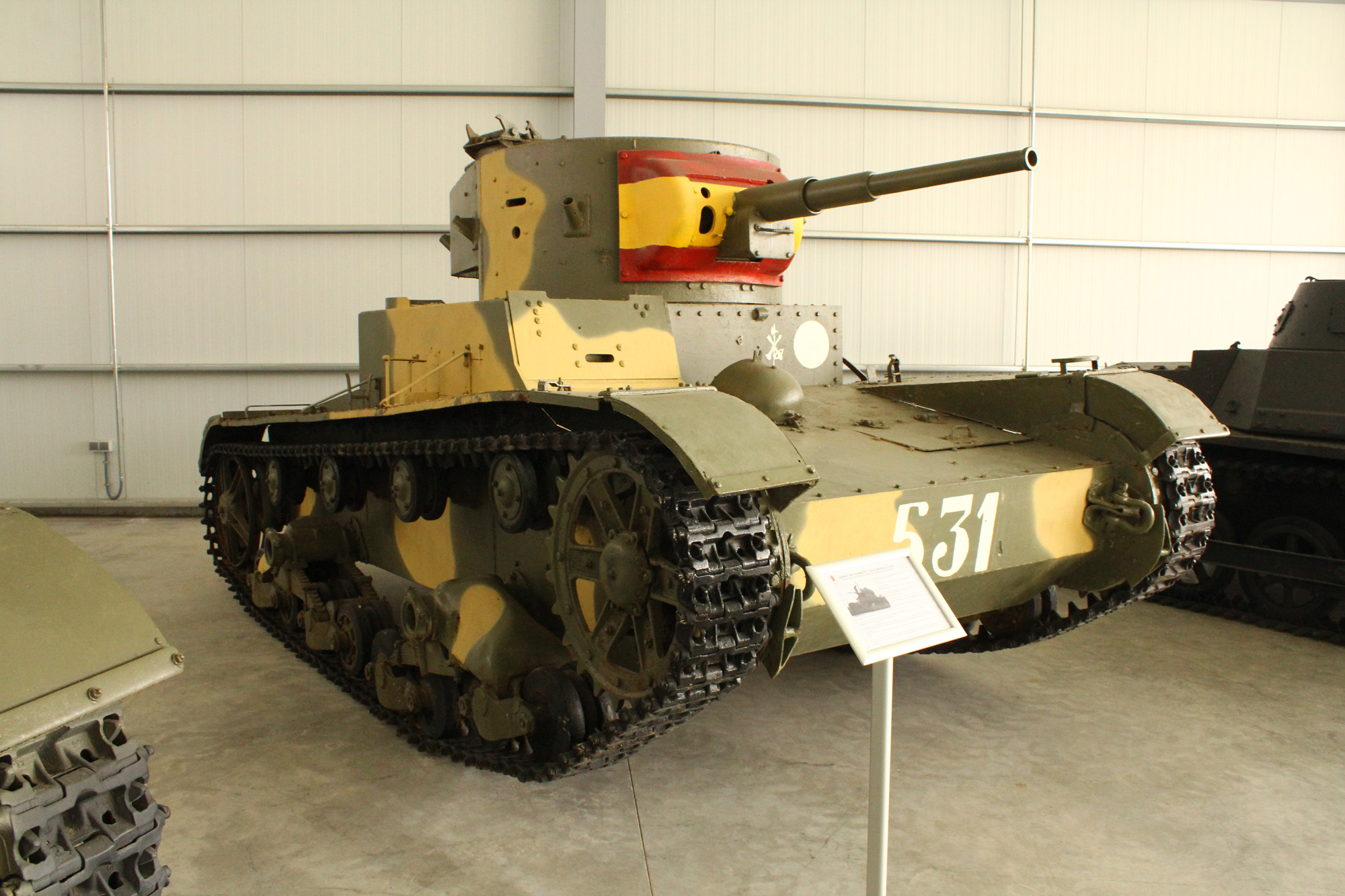
تي-26 أقوى دبابة وأكثرها عددًا في الجيش الإسباني في ذلك الوقت.
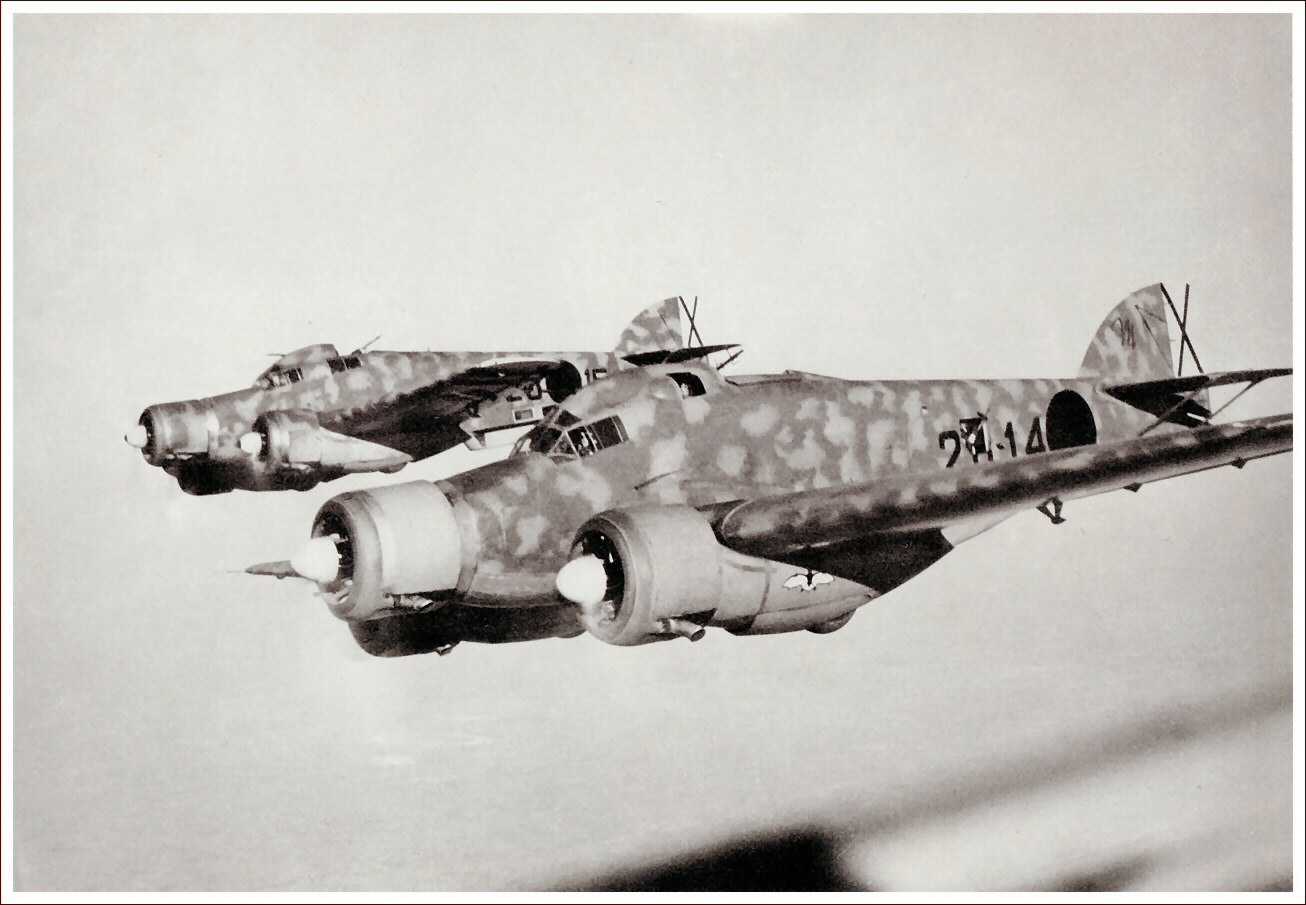
سافويا ماركيتي SM.79، قاذفة القنابل الأكثر عددًا في سلاح الجو الإسباني في ذلك الوقت.

### الخطط والعمليات العسكرية في الأراضي الإسبانية

#### خطط فرانكو العسكرية
وضعت القوات المسلحة الإسبانية خططًا للدفاع عن البلاد من هجمات أي من القوى المتحاربة. في البداية وضع معظم الجيش الإسباني في الجزء الجنوبي من البلاد لمنع هجوم الحلفاء عليه، وتم تحصين المنطقة المحيطة بخليج الجزيرة الخضراء. ومع ذلك أمر فرانكو بعض الفرق بالتحرك نحو الحدود الفرنسية بعد أن هدده هتلر باحتمال الغزو.
عندما أصبح من الواضح مع نهاية 1942 أن الحلفاء سينتصرون في الصراع، فنقل فرانكو القوات إلى الحدود الفرنسية، وتلقى تأكيدات شخصية من قادة دول الحلفاء بأنهم لا يرغبون في غزو إسبانيا، خاصة عندما يحتل الأمريكيون المغرب الفرنسي. حتى لو كان الجنود الألمان مستعدين جيدًا، فلن يساعد ضعف الخبرة القتالية للجيش الفرانكو في الحرب الأهلية، ولا التضاريس الوعرة في شمال إسبانيا أي غزو كبير للمحور.
في الواقع أمر فرانكو ببناء حاجز دفاعي على طول جبال البيرينيه، الذي لم يكتمل وقد سمي بالخط ب. بدأ البناء فيها سنة 1944 وكان هدفه النهائي هو جعل الحدود غير منفذة.

#### الخطط الألمانية في إسبانيا

خطط الغزو لألمانيا النازية والطرق المحتملة للرد البريطاني

جبل طارق في الحرب العالمية الثانية. مدفع دفاع ساحلي على قمة جبل طارق. أراد فرانكو الاستيلاء على جبل طارق والتفاوض على غزوها مع هتلر، لكن العملية لم تكتمل.

قبل اجتماع فرانكو وهتلر في أكتوبر 1940 في هينداي، كان هناك تخطيط إسباني ألماني لشن هجوم من إسبانيا على إقليم جبل طارق البريطاني، وهي قاعدة عسكرية تابعة لبريطانيا. في ذلك الوقت كان جبل طارق مهمًا للسيطرة على المخرج الغربي من البحر الأبيض المتوسط والطرق البحرية إلى قناة السويس والشرق الأوسط وكذلك الدوريات الأطلسية. كما قدر الألمان الأهمية الاستراتيجية لشمال غرب إفريقيا للقواعد وكطريق لأي مشاركة أمريكية مستقبلية. لذلك تضمنت الخطط احتلال قوات ألمانية ضخمة المنطقة لإحباط أي محاولة من الحلفاء لغزوها مستقبلاً.
كانت الخطة عملية فيليكس في شكل مفصل قبل فشل المفاوضات في هينداي. وفي مارس 1941 تم تحديد الموارد العسكرية لبارباروسا والاتحاد السوفيتي. أما عملية فيليكس-هاينريش فهي شكل معدل من عملية فيليكس يتم الاستناد إليها بمجرد تحقيق أهداف معينة في روسيا. وفي تلك الحالة لم تتحقق تلك الشروط وما زال فرانكو ممتنعًا من دخول الحرب.
بعد الحرب قال المشير فيلهلم كايتل:«بدلاً من مهاجمة روسيا، كان يجب علينا خنق الإمبراطورية البريطانية بإغلاق البحر الأبيض المتوسط. كانت الخطوة الأولى في العملية هي غزو جبل طارق. كانت تلك فرصة عظيمة أخرى أضعناها». وفي حالة نجاح ذلك، يقوم هيرمان جورينج باقتراح «أن تعرض ألمانيا على بريطانيا الحق في استئناف المرور السلمي عبر البحر الأبيض المتوسط إذا تعاملت مع ألمانيا وانضمت إليها في حرب ضد روسيا».
مع تقدم الحرب وانقلاب التيار ضد المحور، خطط الألمان لحدث هجوم للحلفاء عبر إسبانيا. كانت هناك ثلاث خطط متتالية تدريجيًا أقل عدوانية مع تضاؤل القدرة الألمانية:
- عملية إيزابيلا: تم التخطيط لها في أبريل 1941 كرد فعل ألماني على انزال بريطاني افتراضي في شبه الجزيرة الأيبيرية. تدخل القوات الألمانية إسبانيا بشكل جماعي لدعم فرانكو وطرد البريطانيين.
- عملية إيلونا أو جيزيلا: نسخة مختصرة من إيزابيلا، أعيدت تسميتها فيما بعد بجيزيلا. تم التخطيط له في مايو 1942 ليتم تنفيذه إذا لم يتم الوفاء بحياد إسبانيا حقًا، إما لأن فرانكو انحاز إلى الحلفاء أو إذا تم الإطاحة بنظامه من جنوده المناهضين للنازية. ستتقدم عشرة فرق ألمانية بعد ذلك نحو برشلونة ثم إذا لزم الأمر نحو سالامانكا.
- عملية نورمبرغ: وضعت في يونيو 1943 كانت خطة طوارئ إذا دخل الحلفاء إسبانيا والبرتغال. تألفت الخطة من إستراتيجية دفاعية بحتة في سلسلة جبال البرانس. في ذلك الوقت كانت القوات المخصصة لعملية نورنبرغ عبارة عن فوجين معززين فقط من الجيش الألماني، وهي قوات لن يكون لديها أي فرصة لصد غزو الحلفاء.

#### خطة بريطانية لغزو جزر الكناري
خوفًا من انضمام إسبانيا إلى دول المحور وضعت المملكة المتحدة خطة لغزو جزر الكناري - وكان من السهل فعل ذلك - بالاسم الرمزي لعملية الحجاج [الإنجليزية] (Operation Pilgrim). ويبدأ الغزو بهجمات على ميناء ومطار غران كناريا يتبعها انزال، ربما بالقرب من تيلدي وهي النقطة الاستراتيجية الرئيسية للأرخبيل بأكمله. كما فكر البريطانيون في وضع القوات على متن سفينة مدنية ترسو في الميناء في اليوم السابق، حتى تفاجأ القوات بالميناء. وتضمنت الخطة قائمة الوحدات التي ستشارك في الغزو ومن بينها قوات كندية.
تضمنت خطة الدفاع عن غران كناريا بناء بطاريات مدفعية وطرق جديدة في داخل الجزيرة. قدم الألمان الذين كانوا قلقين لسنوات بشأن احتمال غزو الحلفاء لجزر الكناري المشورة للدفاع. وقررت ألمانيا منح إسبانيا مجانًا عدة بنادق للبطاريات الساحلية والبطاريات المضادة للطائرات. أخيرًا بعد أن رأى البريطانيون أن إسبانيا لن تزود ألمانيا إلا بالمواد الخام، قرر البريطانيون تغيير إستراتيجية حظر النفط.

## إعادة تموين الغواصات الألمانية

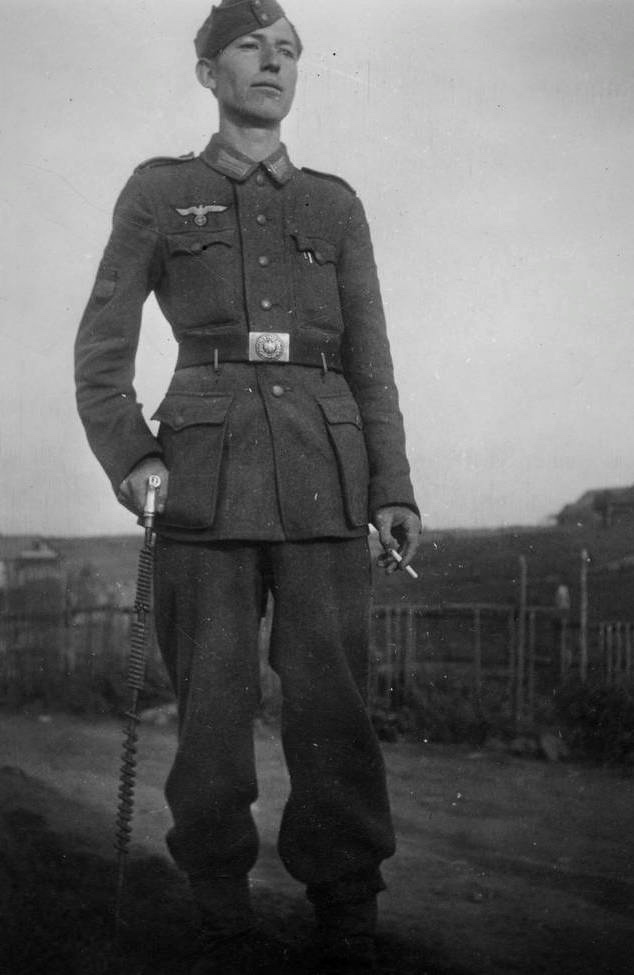
متطوع إسباني من الفرقة الزرقاء

ذكرت المصادر مع اختلافها عن 25 أو 26 حالة موثقة من الغواصات الألمانية التي نالت الخدمة في الموانئ الإسبانية، وجرت ما بين يناير 1940 وفبراير 1944: 5 حالات في 1940، و 16 حالة في 1941، و 3-2 في 1942، ولا شيء في 1943 و 1-0 في 1944. كانت معظمها عمليات مجدولة و 3 حالات طارئة. الموانئ المستخدمة هي فيغو (7-8) ولاس بالماس 6 وقادس 6 وفيرول 5. إجمالاً تم ضخ 1,508 طن من الغاز والنفط و 37.1 طن من الزيت الثقيل. وفي معظم الحالات تم تسليم مواد التشحيم والمياه والأغذية، وفي بعض الحالات خرائط الملاحة ومجموعات الإسعافات الأولية. أيضا 3 حالات تم تسليمها طوربيدات. في حالات قليلة تم نقل البحارة الألمان المصابين أو المرضى من السفينة. وكانت جميع حالات الإصلاح عبارة عن عمليات إصلاح ليلية، على الرغم من أن إصلاحين طارئين استغرقتا بضعة أيام. واشتركت في الأمر أربع سفن إمداد ألمانية (Thalia و Bessel و Max Albrecht و Corrientes). في إحدى الحالات تم التخلي عن عملية التجديد، حيث يتضح أن الغواصة المعنية تضررت وغير صالحة للعملية (Monte). كانت السفينة كورينتس هدفًا لهجوم لغم لاصق أثناء وجودها في ميناء لاس بالماس في 9 مايو 1940، ولكن الضرر كان طفيفًا وعادت إلى الخدمة بعد بضعة أسابيع.

## احتلال طنجة
احتلت القوات الإسبانية منطقة طنجة الدولية يوم 14 يونيو 1940، وهو نفس اليوم الذي سقطت فيه باريس في أيدي الألمان. على الرغم من دعوات الكاتب رافائيل سانشيز مازاس وقوميين إسبان آخرين بضم طنجة، اعتبر نظام فرانكو الاحتلال علانية إجراءً مؤقتًا في زمن الحرب. أدى الخلاف الدبلوماسي بين بريطانيا وإسبانيا حول إلغاء الأخيرة للمؤسسات الدولية للمدينة في نوفمبر 1940 إلى مزيد من الضمانات للحقوق البريطانية ووعد إسباني بعدم تحصين المنطقة. وفي مايو 1944 على الرغم من أنه كان بمثابة نقطة اتصال بينه وبين دول المحور اللاحقة خلال الحرب الأهلية الإسبانية، طرد فرانكو جميع الدبلوماسيين الألمان من المنطقة.
تمت استعادة المنطقة إلى وضعها قبل الحرب في 11 أكتوبر 1945. وفي يوليو 1952 اجتمعت الدول الحامية في الرباط لمناقشة مستقبل المنطقة، واتفقت على إلغائها. وانضمت طنجة إلى المغرب بعد استعادة السيادة الكاملة سنة 1956.

## المتطوعين
كان الجزء الرئيسي من مشاركة إسبانيا في الحرب من خلال المتطوعين. قاتلوا من أجل كلا الجانبين، مما يعكس إلى حد كبير ولاءات الحرب الأهلية.

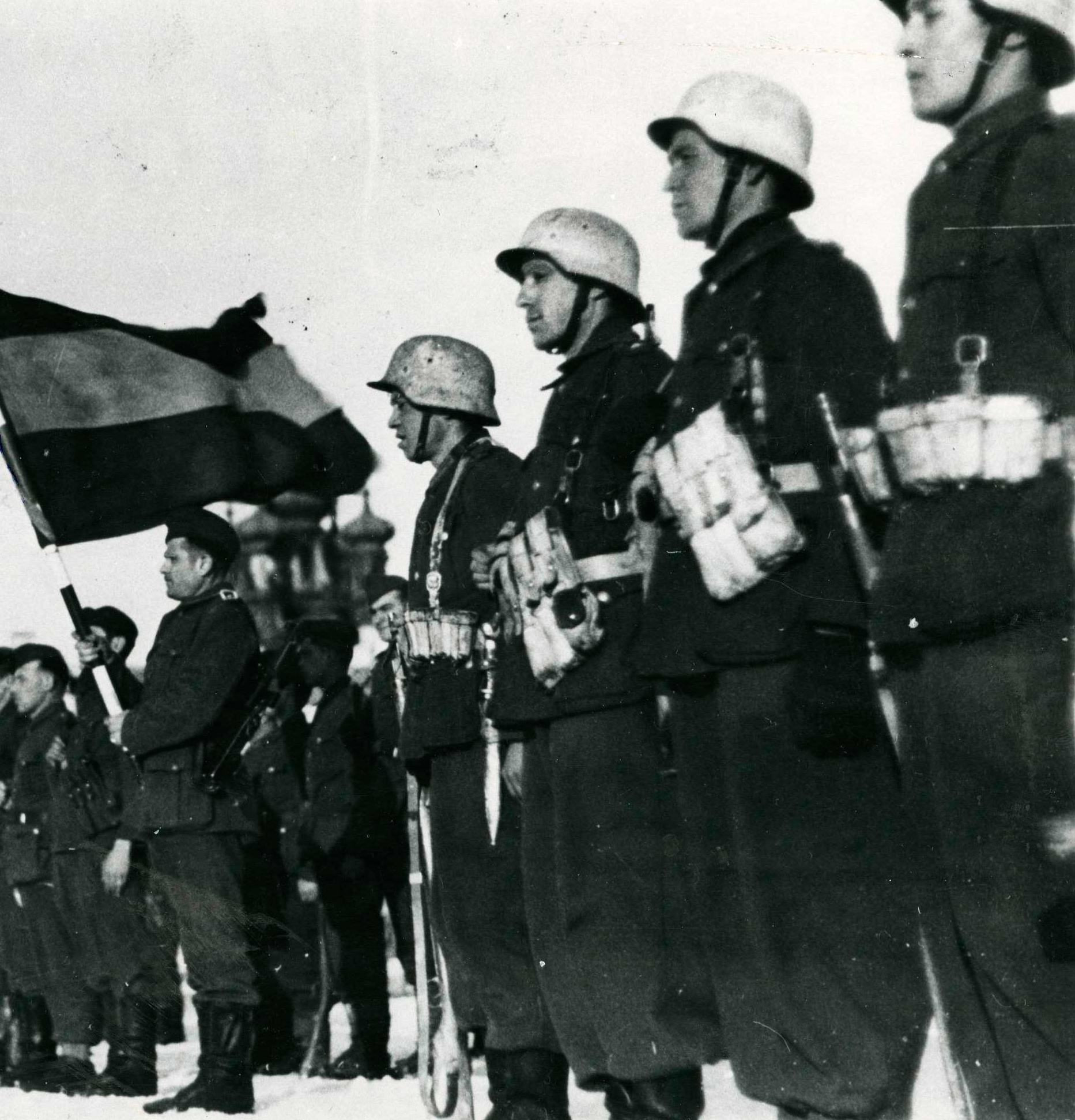
متطوعون إسبان في عمل رسمي.

### متطوعون إسبان في خدمة المحور
على الرغم من أن فرانكو كوديلو إسبانيا لم يدخل بلده إسبانيا في الحرب العالمية الثانية إلى جانب المحور، إلا أنه سمح للمتطوعين بالانضمام إلى الجيش الألماني بشرط واضح ومضمون أنهم سيقاتلون ضد البلشفية (الشيوعية السوفيتية) على الجبهة الشرقية، وليس ضد الحلفاء الغربيين. وبهذه الطريقة يمكنه الحفاظ على إسبانيا في سلام مع الحلفاء الغربيين، مع رد جميل الدعم الألماني في الحرب الأهلية الإسبانية وتوفير منفذ للمشاعر القوية المعادية للشيوعية للعديد من القوميين الإسبان. اقترح وزير الخارجية الإسباني رامون سيرانو سونير إنشاء فيلق متطوع، ومع بداية عملية بربروسا أرسل فرانكو عرضًا رسميًا للمساعدة إلى برلين.
وافق هتلر على استخدام المتطوعين الإسبان في 24 يونيو 1941. وتوافد المتطوعون على مكاتب التجنيد في جميع المناطق الحضرية في إسبانيا. وخصوصًا طلاب مدرسة تدريب الضباط في سرقسطة. في البداية كانت الحكومة الإسبانية مستعدة لإرسال حوالي 4000 رجل، لكنها سرعان ما أدركت أن هناك ما يكفي من المتطوعين لملء فرقة كاملة: - الفرقة الزرقاء أو División Azul تحت قيادة أغوستين مونيوث غراندس - بما في ذلك سرب سلاح الجو السرب الأزرق -، فالإجمالي هو 18104 بـ 2612 ضابطًا و 15492 جنديًا.
تم تدريب الفرقة الزرقاء في ألمانيا قبل خدمتها في حصار لينينغراد، وبالذات في معركة كراسني بور حيث أوقف الجنرال إنفانتز ومعه 6000 جندي إسباني ما يقرب من 30 ألف جندي سوفيتي. وفي أغسطس 1942 تم نقله شمالًا إلى الجانب الجنوبي الشرقي من حصار لينينغراد، جنوب نهر نيفا مباشرةً بالقرب من بوشكين وكولبينو وكراسني بور في منطقة نهر إيزورا. وبعد انهيار الجبهة الجنوبية الألمانية في أعقاب معركة ستالينجراد، تم نشر المزيد من القوات الألمانية جنوبًا. وفي ذلك الوقت تولى الجنرال إميليو إستيبان إنفانتس القيادة. واجهت الفرقة الزرقاء محاولة سوفييتية كبرى لكسر حصار لينينغراد في فبراير 1943، عندما أعيد تنشيط الجيش الخامس والخمسين للقوات السوفيتية بعد الانتصار في ستالينجراد، هاجم المواقع الإسبانية في معركة كراسني بور بالقرب من طريق موسكو - لينينغراد الرئيسي. على الرغم من الخسائر الفادحة، تمكن الإسبان من الصمود أمام قوة سوفياتية أكبر بسبع مرات ومدعومة بالدبابات. تم احتواء الهجوم واستمر حصار لينينغراد لمدة عام آخر. ظلت الفرقة على جبهة لينينغراد حيث استمرت في تكبد خسائر فادحة بسبب الطقس وعمل العدو. وفي أكتوبر 1943 مع تعرض إسبانيا لضغوط دبلوماسية شديدة أمرت الفرقة الزرقاء بترك قوة رمزية في الوطن حتى مارس 1944. إجمالاً خدم حوالي 45000 إسباني معظمهم من المتطوعين الملتزمين في الجبهة الشرقية، وتوفي حوالي 4500. رغبة جوزيف ستالين في الانتقام من فرانكو بجعل غزو الحلفاء لإسبانيا أول أمر عمل في مؤتمر بوتسدام في يوليو 1945، ولكن لم يدعمه هاري ترومان وونستون تشرشل. لقد أنهكتهم الحرب وعدم رغبتهم بمواصلة الصراع لذا أقنع ترومان وتشرشل ستالين بالاستقرار بدلاً من ذلك من أجل فرض حظر تجاري كامل على إسبانيا.

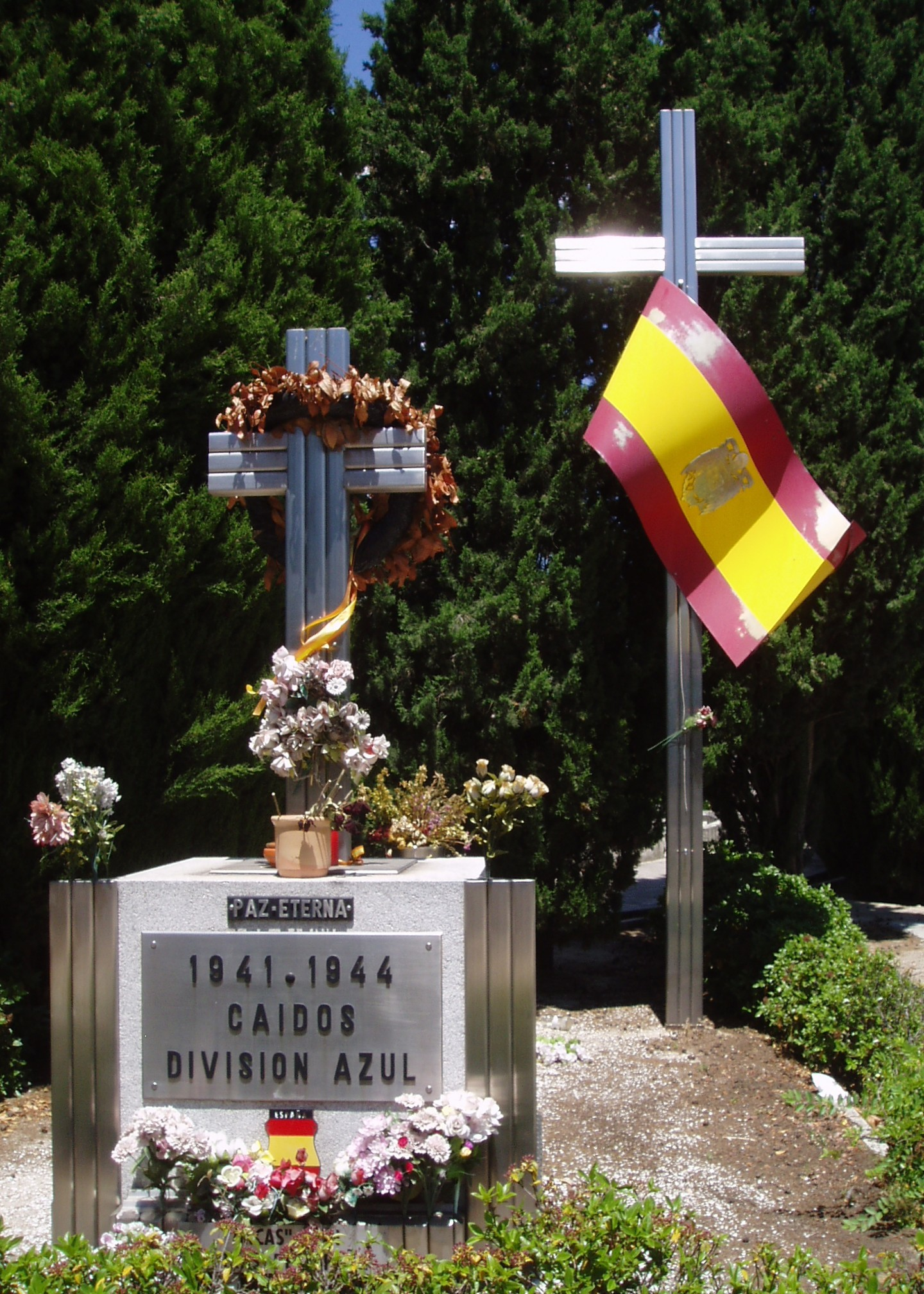
النصب التذكاري للفرقة الزرقاء في مقبرة لا ألمودينا، مدريد

أسر الجيش الأحمر 372 من أفراد الفرقة الزرقاء والفيلق الأزرق ومنتسبي سرية المتطوعين الإسبانية أس أس 101؛ تم احتجاز 286 من هؤلاء الرجال حتى 2 أبريل 1954، عندما عادوا إلى إسبانيا على متن السفينة سميراميس التي قدمها الصليب الأحمر الدولي.

### متطوعون إسبان في خدمة الحلفاء

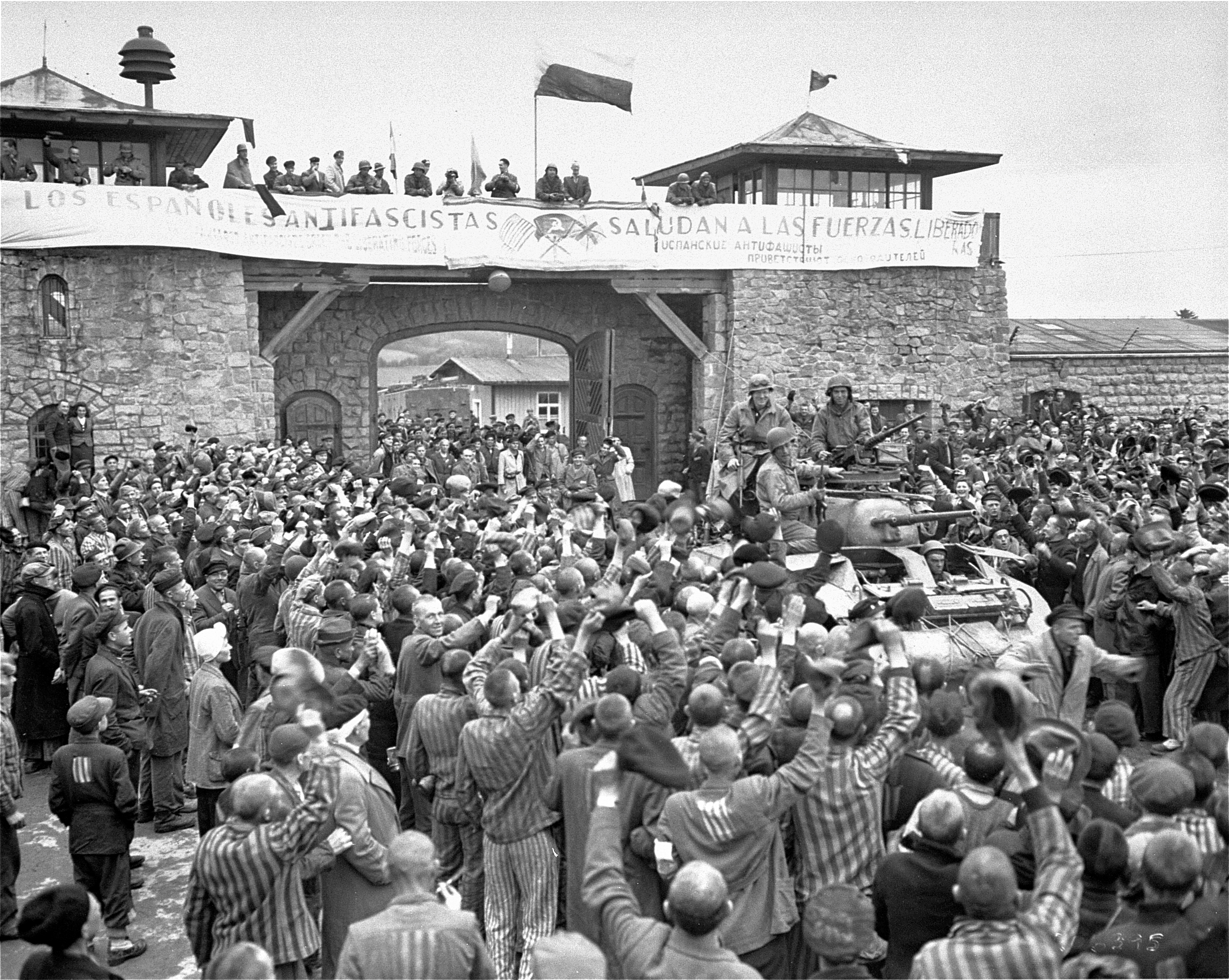
عربة مدرعة إم 8 غريهاوند تابعة للفرقة 11 المدرعة التابعة للجيش الأمريكي عند دخولها معسكر اعتقال ماوتهاوزن. يُقرأ الشعار الموجود في الخلفية (بالإسبانية): «الأسبان المناهضون للفاشية يحيون قوى التحرير».

خرج عدد من قدامى المحاربين والمدنيين الجمهوريين بعد هزيمتهم في الحرب الأهلية الإسبانية إلى المنفى في فرنسا؛ فاحتجزتهم الجمهورية الفرنسية في مخيمات اللاجئين، مثل معسكر غورس في جنوب فرنسا. ولتحسين ظروفهم انضم الكثيرون إلى الفيلق الأجنبي الفرنسي في بداية الحرب العالمية الثانية، وشكلوا نسبة كبيرة منه. وانضم حوالي ستين ألفًا إلى المقاومة الفرنسية، معظمهم من رجال حرب العصابات، فيما البعض بقي في إسبانيا لمحاربة فرانسيسكو فرانكو. انضم عدة آلاف آخرين إلى قوات فرنسا الحرة وقاتلوا ضد دول المحور. زعمت مصادر أن ما يصل إلى 2000 خدم في الفرقة الفرنسية الثانية للجنرال لوكلير، وكثير منهم من طابور دوروتي السابق.
تألفت السرية المدرعة التاسعة بالكامل تقريبًا من قدامى المحاربين الإسبان المتمرسين في القتال؛ وكانت أول وحدة عسكرية تابعة للحلفاء تدخل باريس عند تحريرها في أغسطس 1944، حيث قابلت عددًا كبيرًا من الإسبان ماكيز الذين كانوا يقاتلون إلى جانب المقاومة الفرنسية. علاوة على ذلك خدم 1000 جمهوري إسباني في اللواء الثالث عشر من الفيلق الأجنبي الفرنسي.
في أوروبا الشرقية استقبل الاتحاد السوفيتي قادة إسبان شيوعيين وأطفال تم إجلاؤهم من أسرهم الجمهورية. وعندما غزت ألمانيا الاتحاد السوفيتي في 1941 انضم الكثيرون مثل الجنرال الشيوعي إنريكي ليستر إلى الجيش الأحمر. وفقا لبييفور خدم 700 جمهوري إسباني في الجيش الأحمر و 700 آخرين عملوا بارتيزان خلف الخطوط الألمانية. كما عمل الإسبان الأفراد مثل العميل المزدوج خوان بوجول غارثيا (الاسم الرمزي غاربو) في خدمة الحلفاء.

## رشاوي إم أي 6
وفقًا لكتاب صدر في 2008 فقد سمح ونستون تشرشل بتقديم رشاوى بملايين الدولارات للجنرالات الإسبان في محاولة للتأثير على الجنرال فرانكو ضد دخول الحرب إلى جانب ألمانيا. وفي مايو 2013 صدرت ملفات تظهر أن MI6 أنفق ما يعادل في الوقت الحاضر أكثر من 200 مليون دولار في رشوة كبار ضباط الجيش الإسبان وأصحاب السفن وغيرهم من العملاء لإبعاد إسبانيا عن الحرب.

## الموارد والتجارة
على الرغم من نقص السيولة والنفط والإمدادات الأخرى، فقد تمكنت حكومة فرانكو من توفير بعض المواد الأساسية لألمانيا. فهناك سلسلة من الاتفاقيات التجارية السرية بين البلدين. كان المورد الرئيسي هو خام ولفرام (أو التنجستن) من المناجم المملوكة لألمانيا في إسبانيا. كان التنجستن ضروريًا لألمانيا بسبب هندستها الدقيقة المتقدمة وبالتالي لإنتاج الأسلحة. على الرغم من محاولات الحلفاء لشراء جميع الإمدادات المتاحة والتي ارتفعت أسعارها بشدة، وكذلك الجهود الدبلوماسية للتأثير على إسبانيا، إلا أن الإمدادات استمرت إلى ألمانيا حتى أغسطس 1944.
كان ثمن ولفرام هو تسديد ديون إسبانيا لألمانيا. وتشمل المعادن الأخرى خام الحديد والزنك والرصاص والزئبق. عملت إسبانيا أيضًا كقناة توصيل السلع من أمريكا الجنوبية، مثل الماس الصناعي والبلاتين. وقد عثر على أدلة بعد الحرب بوجود معاملات ذهبية كبيرة بين ألمانيا وإسبانيا، والتي توقفت في مايو 1945. وكان يُعتقد أن تلك المعاملات مستمدة من نهب النازيين للأراضي المحتلة، لكن محاولات الحلفاء لإستعادة الذهب كان محبط إلى حد كبير.

## التجسس والتخريب

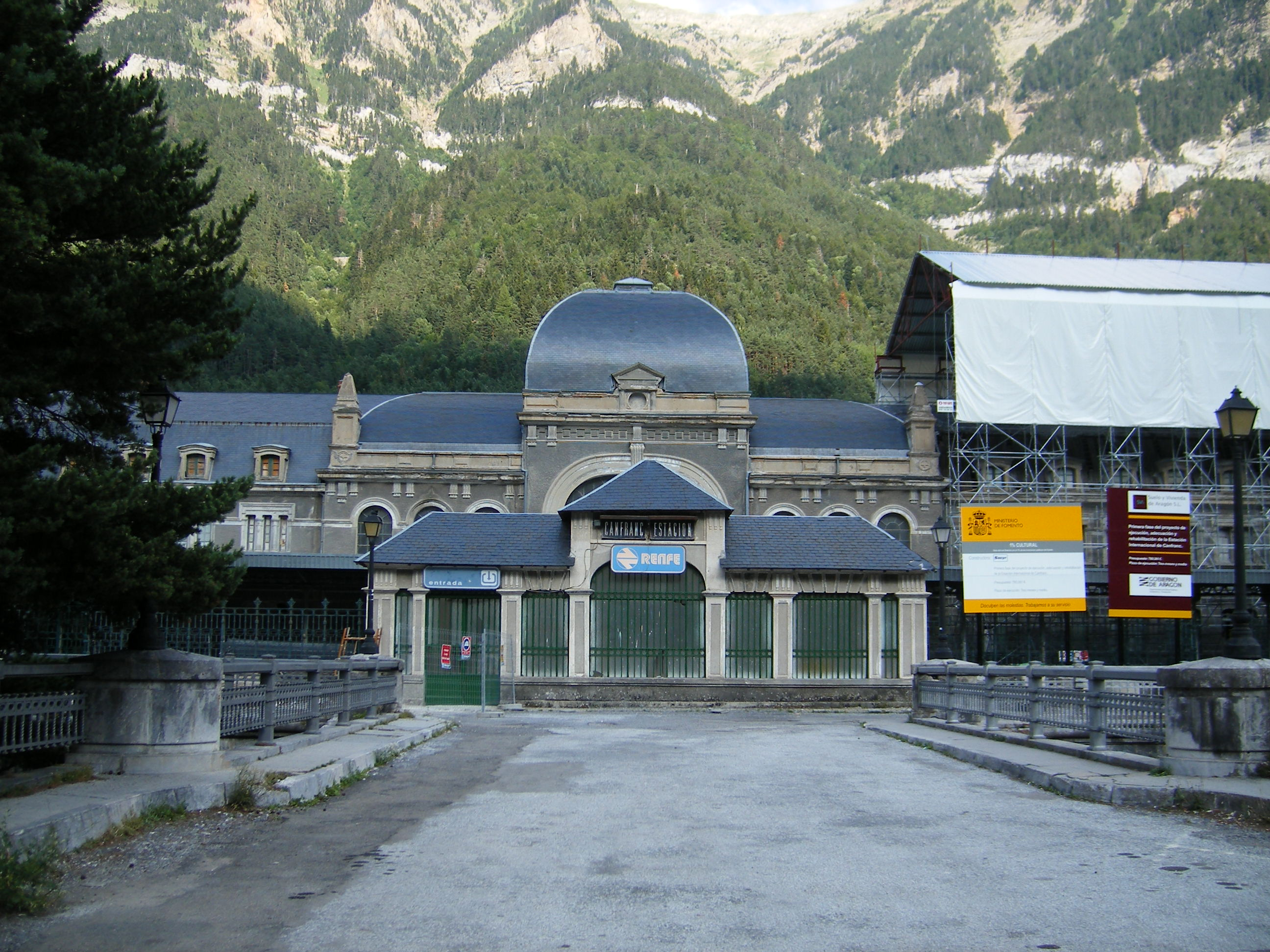
محطة كانفرانك الدولية.

تمكن أبفير- منظمة المخابرات الألمانية - من العمل في إسبانيا والمغرب الإسباني طالما سمحت له الحكومة القومية بذلك، وبالتعاون معها. كانت منشآت جبل طارق هدفًا رئيسيًا للتخريب، وذلك باستخدام عمال إسبان متعاطفين مناهضين لبريطانيا. وقعت إحدى تلك الهجمات في يونيو 1943، عندما تسببت قنبلة في اندلاع حريق وانفجارات في حوض بناء السفن. إلا أن البريطانيون كانوا أكثر نجاحًا في هذا المضمار، وتمكنوا من استخدام عملاء تحولوا إلى إسبان متعاطفين مناهضين للفاشية للكشف عن الهجمات اللاحقة. تم إحباط 43 محاولة تخريب بهذه الطريقة. وفي يناير 1944 أعدم عامل من جبل طارق وعاملين إسبان بتهمة محاولة تخريب.
كما قام أبووير بتمويل وتدريب وتجهيز المخربين لمهاجمة الأصول البحرية البريطانية. اتصل الألمان بضابط أركان إسباني من كامبو دي جبل طارق وهو اللفتنانت كولونيل إليوتريو سانشيز روبيو، وهو ضابط بالجيش الإسباني وعضو في الفلانخي الإسبانية ومنسق العمليات الاستخباراتية في كامبو، لإنشاء شبكة من المخربين مع الوصول إلى جبل طارق. عين سانشيز روبيو إميليو بلازاس تيخيرا وهو أيضًا عضو في الفلانخي، ليكون رئيس عمليات المنظمة. قام العملاء الإسبان بإغراق سفينة سحب مسلحة، ودمروا كاسحة ألغام مساعدة، فقتل ستة بحارة بريطانيين في 18 يناير 1942، من بينهم ضابط من HMS Argus. تلقى بلازاس مساعدة من قائد البحرية الإسبانية في ميناء مايورغا الذي سمح له بإبحار زورق تجديف هناك.
كما احتفظت أبفير أيضا بمواقع مراقبة على جانبي مضيق جبل طارق، تقدم تقارير عن تحركات السفن. كان عميل ألماني في قادس هدفًا لعملية تضليل الحلفاء الناجحة، عملية اللحم المفروم قبيل غزو صقلية في 1943. وفي بداية 1944 تغير الوضع. من الواضح أن الحلفاء يكتسبون ميزة على المحور وقد قدم عميل مزدوج واحد معلومات كافية لبريطانيا لتقديم احتجاج مفصل للحكومة الإسبانية. نتيجة لذلك أعلنت الحكومة الإسبانية «حيادها الصارم». وبالتالي تم إغلاق مركز أبفير في جنوب إسبانيا. كانت محطة كانفرانك للسكك الحديدية هي قناة تهريب الأشخاص والمعلومات من فرنسا الفيشية إلى القنصلية البريطانية في سان سيباستيان. لا يمكن استخدام أقرب محطة حدودية لإرون لأنها تحد فرنسا المحتلة.

## تعويضات الحرب اليابانية
بعد انتهاء الحرب اضطرت اليابان إلى دفع مبالغ كبيرة من المال أو البضائع لعدة دول لتغطية الأضرار أو الإصابات التي لحقت بها أثناء الحرب. وفي حالة إسبانيا كانت التعويضات بسبب مقتل أكثر من مائة مواطن إسباني، ومنهم العديد من المبشرين الكاثوليك وتدمير ممتلكات إسبانية في الفلبين أثناء الاحتلال الياباني. لذلك قامت اليابان سنة 1954 بإبرام 54 اتفاقية ثنائية ومنها مع إسبانيا مقابل 5.5 مليون دولار، تم دفعها في عام 1957.